# Fun with Dick and Jane (película de 2005)
Fun with Dick and Jane (Dick y Jane: Ladrones de risa en España y Las locuras de Dick y Jane en Hispanoamérica) es una película de 2005 dirigida por Dean Parisot y protagonizada por Jim Carrey y Téa Leoni. Es una nueva versión de la película homónima de 1977 y está inspirada en el escándalo Enron.

## Argumento
En el año 2000, Richard "Dick" Harper (Jim Carrey) trabaja como ejecutivo de Globodyne, empresa líder a nivel mundial en la consolidación de propiedades de medios de comunicación, mientras que su esposa Jane (Téa Leoni) trabaja como agente de viajes. Dick es ascendido a vicepresidente de comunicaciones de Globodyne, y el director de finanzas Frank Bascombe (Richard Jenkins) y el director ejecutivo Jack McCallister (Alec Baldwin) le asignan como primera tarea acudir al programa de televisión Money Talk para explicar la situación económica de la compañía y sus objetivos a corto plazo. Todo esto resulta motivo de alegría para Dick, y ahora que gozará de un sustancioso salario, aconseja a Jane que renuncie a su trabajo y así pueda pasar más tiempo con Billy, el hijo de ambos. 
Durante la entrevista en Money Talk, su presentador Sam Samuels, junto al candidato presidencial Ralph Nader, cuestionan a Dick respecto a la caída de las acciones de Globodyne y sobre el rumor de que Jack McCallister ha vendido la mayoría de las suyas, circunstancias que Dick desconocía completamente. Nader reprocha a Dick que las empresas como Globodyne "pervierten el sueño americano", haciendo que los ricos se hagan aún más ricos. Dick, totalmente ignorante de los hechos, tartamudea y es humillado en directo mientras las acciones de Globodyne se desploman. En busca de una explicación, Dick acude a sus jefes, mientras la empresa se va a la quiebra y el pánico cunde. Jack sólo alega que las empresas pequeñas deben morir para hacer que las más grandes sigan funcionando, dejando a Dick totalmente afligido y sin más remedio que dar la mala noticia a su familia.
Los meses pasan y Dick no consigue ningún empleo de vicepresidente en otras empresas. Ya que todas sus inversiones y pensiones fueron invertidas en acciones de Globodyne, la familia se ha quedado prácticamente sin nada y con el riesgo de sufrir el embargo de su casa por no poder hacer frente a la hipoteca. Dick y Jane deciden optar a trabajos más sencillos: Dick como dependiente de supermercado y para trabajos varios con mexicanos indocumentados, y Jane como instructora de gimnasio y probadora de cosméticos. Uno a uno todos sus trabajos fallan, sin quedarles otra alternativa que empezar a vender sus bienes y muebles para mantenerse a flote. Las cosas empeoran cuando Dick recibe una notificación del banco con una orden de desahucio en su contra si no pagan su deuda en 24 horas, lo que motiva a Dick a empezar una vida criminal, cosa que Jane no toma en serio en un principio. Tras varios intentos fallidos, Dick finalmente consigue atracar una tienda de parafernalia para fumadores con ayuda de Jane, después de que ella se entera del desahucio. Con el tiempo, Dick y Jane se vuelven expertos, haciendo robos más elaborados y planificados, consiguiendo pagar todas sus deudas e incluso vivir con más lujos que antes. En su último golpe, Dick y Jane planifican un robo en un banco local, logrando acceso a la bóveda clandestinamente. Aunque las cosas marchan bien, una pareja enmascarada se presenta armada con escopetas intentando robar el mismo banco, aunque de una manera poco profesional. La policía logra arrestarlos, resultando ser Oz Peterson (otro antiguo empleado de Globodyne y compañero de Dick) y su esposa Debbie, quienes también se han visto obligados a robar por necesidad. Dick y Jane logran salir ilesos y sin ser detectados, pero al ver lo que les podría ocurrir de ser descubiertos, deciden dejar de robar. 
Dick y Jane ven en las noticias cómo otros exempleados de Globodyne también han recurrido a prácticas ilegales para subsistir, como venta de marihuana o peleas de gallos clandestinas. Dick también se entera de que va a ser acusado por su posible participación en la quiebra de Globodyne, mientras se muestra que Jack McCallister ha salido muy bien librado de dicho asunto. Enloquecido por la noticia, Dick va a un bar cercano donde empieza a desahogar sus penas, topándose con Frank Bascombe, también alcoholizado y ahogado por las culpas. Frank confiesa el plan de Jack de desviar los bienes de Globodyne y vender sus acciones, arruinando la empresa y a sus trabajadores mientras malversaba una fortuna de 400 millones de dólares. Frank, que se enfrenta a una pena de prisión de 18 meses tras un intento fallido de denunciar los desfalcos de Jack, ha sido sobornado por éste con 10 millones para mantener la boca cerrada. Tras la revelación, Dick y Jane deciden tomar cartas en el asunto con ayuda de Frank.
Frank cuenta cómo Jack prepara una transferencia de sus millones de dólares en bonos a una cuenta personal en el extranjero para evadir impuestos, por lo que Dick y Jane deben entrar en el banco e interceptar la transferencia sin que Jack se entere y sustituir el formulario de la cuenta por otro para transferir los fondos a otra cuenta que Frank ha abierto. Todo parece marchar a la perfección hasta que Jack descubre el número equivocado en su cuenta y pide que lo corrijan. Jack se enfrenta a Dick por su fallido plan, mientras Dick exige que le firme un cheque para compensarle todas sus penas vividas. Jack acepta, le hace un cheque por unos míseros 100 dólares y se marcha. Dick revela entonces que lo tenía todo planeado: ya que Jane estudió arte, puede falsificar la firma de Jack y transferir el dinero.
Al día siguiente, mientras sale de su casa en coche, un confundido Jack es rodeado por una multitud de reporteros y fanáticos, mientras es conectado en vivo con Sam Samuels en Money Talk. Dick se presenta y, como su vicepresidente de comunicaciones, da a Jack unas tarjetas para que las lea frente a las cámaras. Jack queda completamente sorprendido al descubrir mientras lee que sus 400 millones han sido transferidos un fondo de pensiones para los exempleados de Globodyne como pago a todos sus años de leal servicio a la empresa. Mientras la multitud vitorea a Jack, entre ellos Frank y Jane, se muestran imágenes de cómo los exempleados reciben muy felices los cheques de sus pensiones perdidas, dejando a Jack con un patrimonio neto de apenas 2.283 dólares. Dick y Frank son librados de todo cargo, y Dick "felicita" a Jack de una manera sarcástica diciéndole que se pudra mientras lo multitud lo ovaciona, sin que Jack pueda decir nada para no exponer sus propios delitos.
Un año más tarde, Dick, Jane y su hijo Billy viajan en un viejo Volkswagen convertible, y un amigo de Dick, Garth (John Michael Higgins), se aproxima en su Bentley para saludarlos. Garth le dice a Dick que ha conseguido un nuevo empleo en una empresa energética llamada Enron.

## Reparto
- Jim Carrey - Dick Harper
- Téa Leoni - Jane Harper
- Alec Baldwin - Jack McCallister
- Richard Jenkins - Frank Bascombe
- Angie Harmon - Veronica Cleeman
- John Michael Higgins - Garth
- Richard Burgi - Joe Cleeman
- Carlos Jacott - Oz Peterson
- Stephnie Weir - Debbie Peterson
- Aaron Michael Drozin - Billy Harper
- Gloria Garayua - Blanca
- Clint Howard - Agente del INS
- Jeff Garlin - Ejecutivo (no acreditado)
- Walter Addison - Sam Samuels
- Ralph Nader - Él mismo

### Doblaje
| Personaje        | Actor Original       | Actor de voz (España) | Actor de voz (Hispanoamérica) |
| ---------------- | -------------------- | --------------------- | ----------------------------- |
| Dick Harper      | Jim Carrey           | Luis Posada           | Mario Castañeda               |
| Jane Harper      | Téa Leoni            | Concha García Valero  | Maru Guzmán                   |
| Jack McCallister | Alec Baldwin         | Salvador Vidal        | Pedro D'Aguillon Jr.          |
| Frank Boscombe   | Richard Jenkins      | Jaume Comas           | Gerardo Reyero                |
| Veronica Cleeman | Angie Harmon         | Beta Cortés           | ???                           |
| Blanca           | Gloria Garayua       | Angélica Andreu       | Rebeca Patiño                 |
| Billy Harper     | Aaron Michael Drozin | Klaus Stronik         | Manuel Díaz                   |
| Sam Samuels      | Walter Addison       | ???                   | Esteban Siller                |
| Agente del INS   | Clint Howard         | Alberto Mieza         | Humberto Solorzano            |
| Joe Cleeman      | Richard Burgi        | Juan Antonio Bernal   | Jorge Ornelas                 |
| Oz Peterson      | Carlos Jacott        | Jordi Boixaderas      | Juan Alfonso Carralero        |
| Garth            | John Michael Higgins | Eduard Farelo         | Salvador Delgado              |
| Debbie Peterson  | Stephnie Weir        | ???                   | Sarah Souza                   |
| Él mismo         | Ralph Nader          | ???                   | Arturo Casanova               |